# Đa La Bối lặc
Đa La Bối lặc (giản thể: 多罗贝勒, phồn thể: 多羅貝勒, tiếng Mãn: ᡩᠣᡵᠣᡳ
ᠪᡝᡳ᠌ᠯᡝ, chuyển tả: doroi beile), thường được gọi tắt là Bối lặc là một tước vị của Tông thất nhà Thanh. Bối lặc vốn là một danh hiệu của quý tộc Nữ Chân thời nhà Minh, là từ được dịch từ "Bột cận" (nghĩa "thủ lĩnh") của nhà Kim, tương đương với tước "Vương" của Trung Quốc.
Nỗ Nhĩ Cáp Xích kiến lập nhà Hậu Kim, Bối lặc trở thành một tước vị phong cho quý tộc. Hoàng Thái Cực sau khi xưng Đế, định ra các tước phong quý tộc, trong đó "Đa La Bối lặc" là tước vị xếp thứ ba, dưới Đa La Quận vương, trên Cố Sơn Bối tử, tước vị này cũng được dùng để sắc phong quý tộc Mông Cổ. Trong tiếng Mãn, "Đa La" (doroi) có nghĩa là "một góc".